# آهی‌دشت

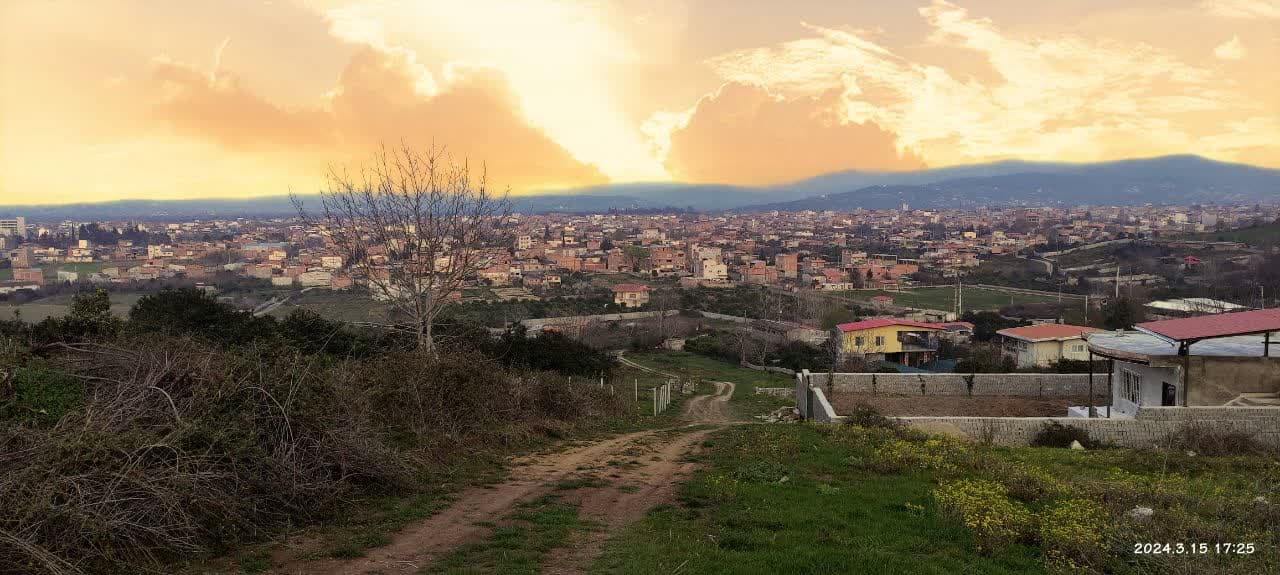
روستای آهی دشت

آهی‌دشت، روستایی بود از توابع بخش مرکزی شهرستان ساری در استان مازندران ایران که در سال ۱۳۹۵ به شهر ساری الحاق شد و اکنون یکی از محلات منطقه ۳ شهرداری ساری بشمار می‌رود.
بام شهر ساری روستای آهی دشت در km 3 مرکز شهر ساری واقع شده است.
روستای آهی دشت ساری واقع درشهرستان ساری میباشد این روستا ازشرق به رود اسفیورد وروستای پایین دزا واز غرب به تپه وروستای سنگریزه واز جنوب به روستای بالادزا واز شمال به گاچینی ومیانرود ختم میشود.جمعیت این روستاحدود 2900(سرشماری 85) نفر میباشد.
در طی سالهای گذشته این روستا شاهد مهاجرت افراد زیادی بوده است که اکثر این افراد ازنواحی جنوبی شهرستان ساری به این روستا آمده اند.ازخانوادههای قدیمی اینجا میتوان از: خاندان امینی- ساداتی- حسن پور- صادقی و .... نام برد.
در این روستا بیشتراهالی به حرفه کشاورزی ودامپروری مشغول میباشند.محصول مهم این منطقه مرکبات میباشد.دیگر محصول مهم این منطقه برنج می باشد.برنج آهی دشت کیفیت خوب ومناسبی دارد.
در آهی دشت چشمه آب معدنی وجود دارد بنام پورکش که همه روزه افراد زیادی برای استحمام به این مکان میایند.وبراین باورند که آب پورکش استخوان درد ورماتیسم را درمان میکند.البته درختان سر به فلک کشیده این منطقه زیبایی خاصی را به آن داده است

## جمعیت
این محله در شهر ساری قرار داشته و براساس آخرین سرشماری مرکز آمار ایران که در سال ۱۳۸۵ صورت گرفته، جمعیت آن ۲۸۲۷نفر (۶۹۶خانوار) بوده‌است.